# غوردون سيمس
غوردون سيمس (بالإنجليزية: Gordon Simms)‏ هو لاعب كرة قدم بريطاني في مركز الدفاع، ولد في 23 مارس 1981 في لارن في المملكة المتحدة. شارك مع منتخب أيرلندا الشمالية تحت 21 سنة لكرة القدم. أما مع النوادي، فقد لعب مع ديري سيتي ونادي بيليمينا يونايتد ونادي هارتلبول يونايتد ونادي هدنسفورد تاون ووولفرهامبتون واندررز.

## وصلات خارجية
- غوردون سيمس على موقع قاعدة بيانات كرة القدم.إي يو (الإنجليزية)
- غوردون سيمس على موقع Soccerbase.com (لاعب) (الإنجليزية)